# Eskişehir Air Base

i8
i11
i13
Die Eskişehir Air Base (deutsch Luftwaffenstützpunkt Eskişehir, türkisch Eskişehir Hava Üssü, IATA-Code: ESK, ICAO-Code: LTBI)  ist ein türkischer Militärflugplatz nahe der Stadt Eskişehir. Er wird durch die türkischen Luftstreitkräfte betrieben.
Der Flugplatz wird ausschließlich militärisch genutzt; Zivilverkehr gibt es nicht. In Eskişehir sind mehrere Flugverbände beheimatet. Es gibt zahlreiche Hangars und verschiedene militärische Einrichtungen am Flugplatz. Es besteht kein Nachtflugverbot, sodass der Flugplatz 24 Stunden am Tag in Betrieb ist. Für den Zivilluftverkehr steht der Stadt Eskişehir der Flughafen Eskişehir-Anadolu zur Verfügung.

## Zwischenfälle
- Am 1. August 1994 wurde eine Douglas DC-3/C-47A-30-DK der türkischen Luftstreitkräfte (Luftfahrzeugkennzeichen TAF 1-041) beim Start auf dem Militärflugplatz Eskisehir irreparabel beschädigt. Alle drei Besatzungsmitglieder überlebten den Unfall. Dies war der zur Zeit (Januar 2025) letzte bekannte Totalschaden einer DC-3 der  türkischen Luftstreitkräfte.[2]